# Медведица геба
Медведица геба (лат. Arctia festiva) — бабочка рода Arctia из подсемейства медведиц.

## Описание
Длина переднего крыла 19—24 мм. Размах крыльев 45-60 мм. Окраска крыльев является весьма изменчивой. Передние крыла обрамлены красно-коричневым, с рисунком из поперечных белых или желтоватых полос, внешние две из которых образуют подобие буквы «Н». Задние крылья самцов розовые, у самок — карминно-красные с чёрной окантовкой, и двумя крупными чёрными пятнами вдоль внешнего края, а также несколькими гораздо более мелкими чёрными пятнами в центре. Голова и грудь чёрного цвета, тыльный край «воротничка» красный. Брюшко массивное, красной окраски, на верхней стороне с одной чёрной, расширяющейся к его концу линией. Последние сегменты брюшка чёрной окраски.

## Ареал
Ареал вида: Центральная и Южная Европа (кроме южной части Пиренейского полуострова, Западной Франции, побережий Балтийского и Северного морей, Альпы и юга Балканского полуострова), европейская часть бывшего СССР на север до Южной Литвы, Калуги, низовьев Камы; Закавказье, Малая Азия, Иран, Казахстан, восток Средней Азии, Западная Сибирь на север до Кургана, Омска и Новосибирска; Западный Алтай, Тува, юг Забайкалья, Монголия, Китай, включая Внутреннюю Монголию.
В России встречается на юге европейской части страны (включая Кавказ), и в Сибири. Кроме того ареал включает Крым, Среднюю Азию и Казахстан.

## Подвиды
- Arctia festiva festiva (Hufnagel, 1766) — умеренная Евразия
- Arctia festiva nivea (O.Bang-Haas, 1927) — Кавказ (частично), Закавказье; В Турция, Западный и Северный Иран
- Arctia festiva karabagha Dubatolov, 2007 — Восточное Закавказье (Нагорный Карабах)
- Arctia festiva arafati de Freina, 1997 — Сирия
- Arctia festiva hormozgana Dubatolov, 2005 — Южный Иран
- Arctia festiva sartha (Staudinger, 1886) — Средняя Азия
- Arctia festiva interposita (O.Bang-Haas, 1927) — Средняя Азия (горы вокруг Ферганской долины, Каратау)
- Arctia festiva interrogationis (Ménétriès, 1863) — юго-восток Алтая, Тува, южная Бурятия; западная и центральная Монголия
- Arctia festiva collaris (Grum-Grshimailo, 1899) — юго-восток Забайкалья; восток Монголии, Китай (Внутренняя Монголия и сопредельные территории)
- Arctia festiva murzini Dubatolov, 2005 — Китай (север провинции Юньнань)

## Биология
Лёт бабочек длится с середины мая до конца июня — начала июля. Развивается в одном поколении. Бабочки ведут преимущественно ночной образ жизни. Встречаются на солнечных, хорошо прогреваемых сухих опушках и полянах, суходольных лугах, пустырях.

## Размножение

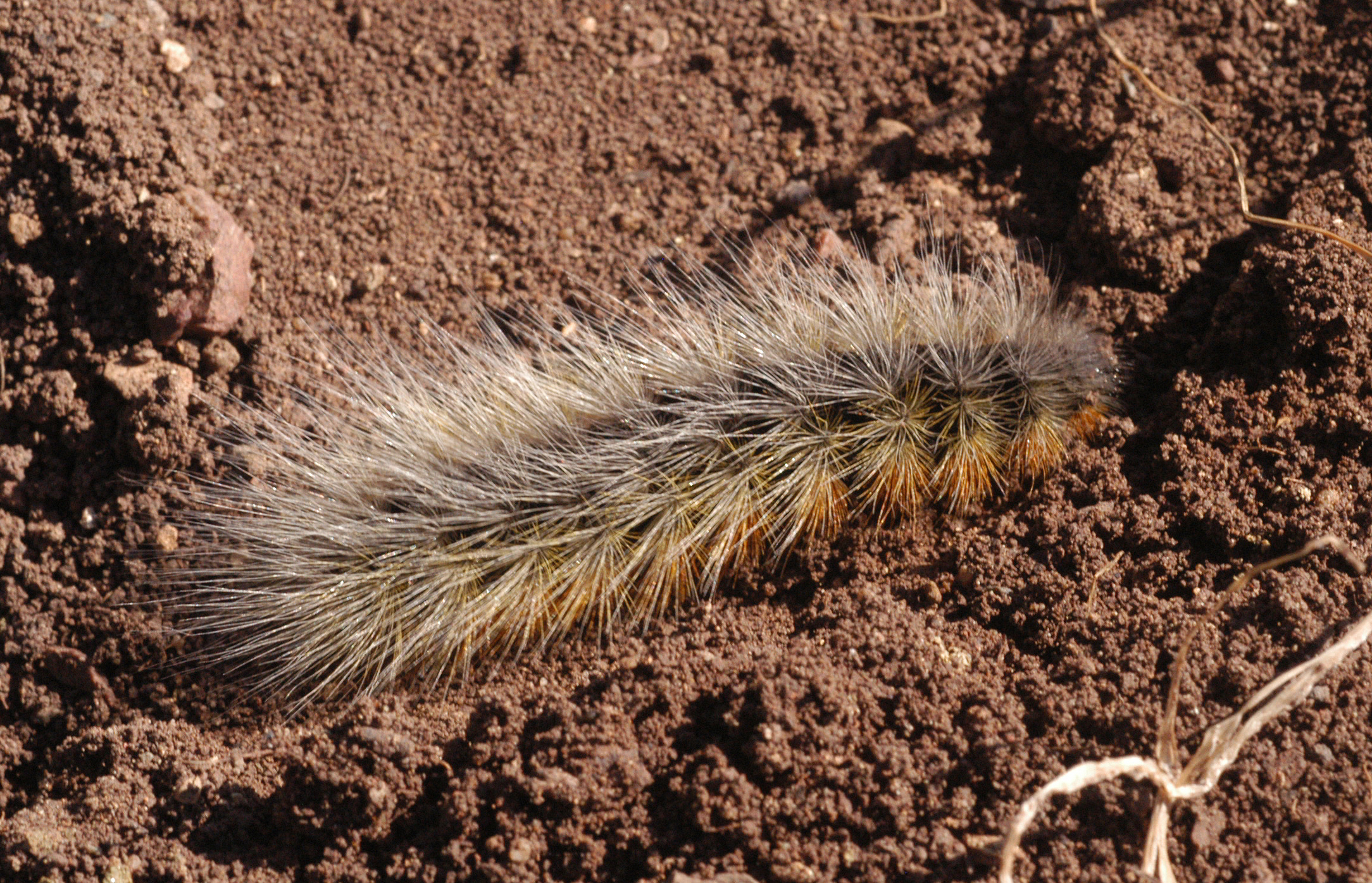
Гусеница

Гусеницы чёрного цвета, густо опушенные длинными темно-серыми, а на боках — оранжево-ржавыми волосками.
Кормовые растения гусениц: Одуванчик (Taraxacum), Тимьян, Тысячелистник обыкновенный Euphorbia, подорожник, молочай, чабрец и другие растений. Зимует в фазе гусеницы. Окукливание происходит весной в беловатом мягком коконе на почве.

## Численность и охрана
Распространен вид крайне локально. Вид включен во второе издание Красной книги Республики Беларусь (I категория). Также вид занесён в Красные книги Латвии и Литвы.